# CS-101
La CS-101 (Carretera Secundària 101) és una carretera de la Xarxa de Carreteres d'Andorra, que comunica la capital del Principat, Andorra la Vella a la CG-1, amb La Comella i Engolasters. També és anomenada Carretera de la Comella i de la Plana.
Segons la codificació de carreteres d'Andorra aquesta carretera correspon a una Carretera Secundària, és a dir, aquelles carreteres què comuniquen una Carretera General amb un poble o zona.
Aquesta carretera és d'ús local ja què només l'utilitzen los veïns de les poblacions que recorre.
La carretera té en total 7,4 quilòmetres de recorregut.

## Trajectòria
Al llarg de la seva trajectòria podem trobar-hi diversos punts d'interés:

### Mirador de La Comella a Andorra[3]
El mirador de La Comella és un dels indrets més simbòlics i atractius de la parròquia d'Andorra la Vella, i de tot el Principat en general. Hi ha molts motius per visitar-lo, i aquí els podràs descobrir tots i cadascun. És un racó sense igual per obrir bé els ulls, fixar l'objectiu de la càmera i immortalitzar la bellesa de l'entorn.

#### Motius per visitar el mirador
Un dels principals motius per anar al mirador és força evident: l'espectacularitat de les seves vistes. Des de La Comella es poden observar alguns dels pics més increïbles del país, com ara el Pic de Carroi en primer pla (2.334 metres), el Pic de les Fonts (2.748 metres) o el Pic del Pla de l'Estany (2.859 metres). Aquest punt és també un bon lloc per captar la gran altitud de la ciutat d'Andorra la Vella, capital del Principat, que està a 1.023 metres sobre el nivell del mar. El mirador de La Comella, en concret, es troba uns centenars de metres per sobre del municipi, a 1.319 metres.
Una altra bona raó per anar a aquest indret de vistes panoràmiques és el seu fàcil accés. Es troba a tan sols tres quilòmetres d'Andorra la Vella, per la carretera CS-101, la qual cosa significa que només trigaràs uns quants minuts en arribar-hi, després d'un recorregut ple de revolts sinuosos i amb un encant especial. Un altre dels avantatges d'aquest mirador és la seva proximitat a la carretera, que et permetrà gaudir de la bellesa del paisatge gairebé sense haver de baixar del cotxe.

### Ruta de Prat Primer per Bosc del Palomer
Prat Primer es troba al sud-est de la parròquia d'Andorra la Vella. Pel vessant per on discorre aquest itinerari, forestal i de relleu suau, hi baixen el riu de la Comella, el de Forn i, obrint-se camí per una fantàstica vall glacial, la de Prat Primer. Tots aquests cursos fluvials formen part de la conca del Valira.

### Accés a La Vall del Madriu Perafita Claror[4]
Es l'accés principal des d'Andorra la Vella. A uns 4 km seguint la carretera de la Comella s'arriba al punt de berenada, al costat de l'alberg de la Comella; hi ha un aparcament on deixar el cotxe. D'allà surt el camí que puja a Prat Primer pel Riguer, passant pel Cortal de la Plana. Arribats a Prat Primer, continuar pel fort desnivell fins a arribar al refugi de Prat Primer, a partir d'on ja s'accedeix a la vall, tant pel camí de l'esquerra (pel Coll Pa) o bé tot recte (per la Collada de Prat Primer). Els dos camins porten a Claror, l'entrada de la vall Madriu-Perafita-Claror.
Una opció menys directa que el camí de Prat Primer és la pista forestal: des del mateix punt de sortida que precedeix, agafar la pista forestal, continuar pel camí de Palomera i després pel camí del Planell del Ras. Prosseguir direcció de la collada de la Caülla passant pel camí de Maians, el camí de l'Avier (tram també conegut com el camí dels Cortals de Manyat a Claror) i el camí de la collada de Prat Primer fins a arribar al refugi de Prat Primer.

## Construcció del Pont del riu de La Comella[5]
L'any 2017 es va aprovar la publicació de diferents concursos públics, entre ells el de les obres de rehabilitació de la façana del centre esportiu Els Serradells, treballs amb un pressupost estimat de gairebé 3,8 milions d'euros, o la construcció d'un nou pont sobre el riu de la Comella a la CS-101. Aquest darrer projecte té un cost previst d'uns 390.000 euros i, des de PS, s'ha defensat que, tenint en compte que la via dona accés a una instal·lació nacional clau com és el forn incinerador s'hauria de reclamar que fos Govern qui assumís aquesta despesa. Marsol s'ha compromès a fer la petició davant l'executiu.

## Recorregut[6]
- Andorra la Vella (CG-1)
- Centre Penitenciari d'Andorra o Centre Penitenciari de La Comella
- La Comella
- Pont del riu Madriu

| Tipus de Sortida | Direcció de la sortida                     | Carretera que hi enllaça | Qm  |
| ---------------- | ------------------------------------------ | ------------------------ | --- |
| CS-101           | Andorra la Vella                           | CG-1                     | 0   |
| Sortida          | Centre Penitenciari d'Andorra              |                          | 1,5 |
|                  | Forn Incinerador d'Andorra                 | CS-102                   | 2,5 |
|                  | La Comella                                 |                          | 3,5 |
|                  |                                            |                          | 4   |
|                  | Estany d'Engolasters                       |                          | 7   |
|                  | Via Ferrada del Roc d'Esquers (Riu Madriu) | CS-200                   | 7,4 |